# Christoffel Cunradus
Christoffel Cunradus (Freiberg, ca. 1615 – Amsterdam, 1684) was een boekdrukker.

## Levensloop

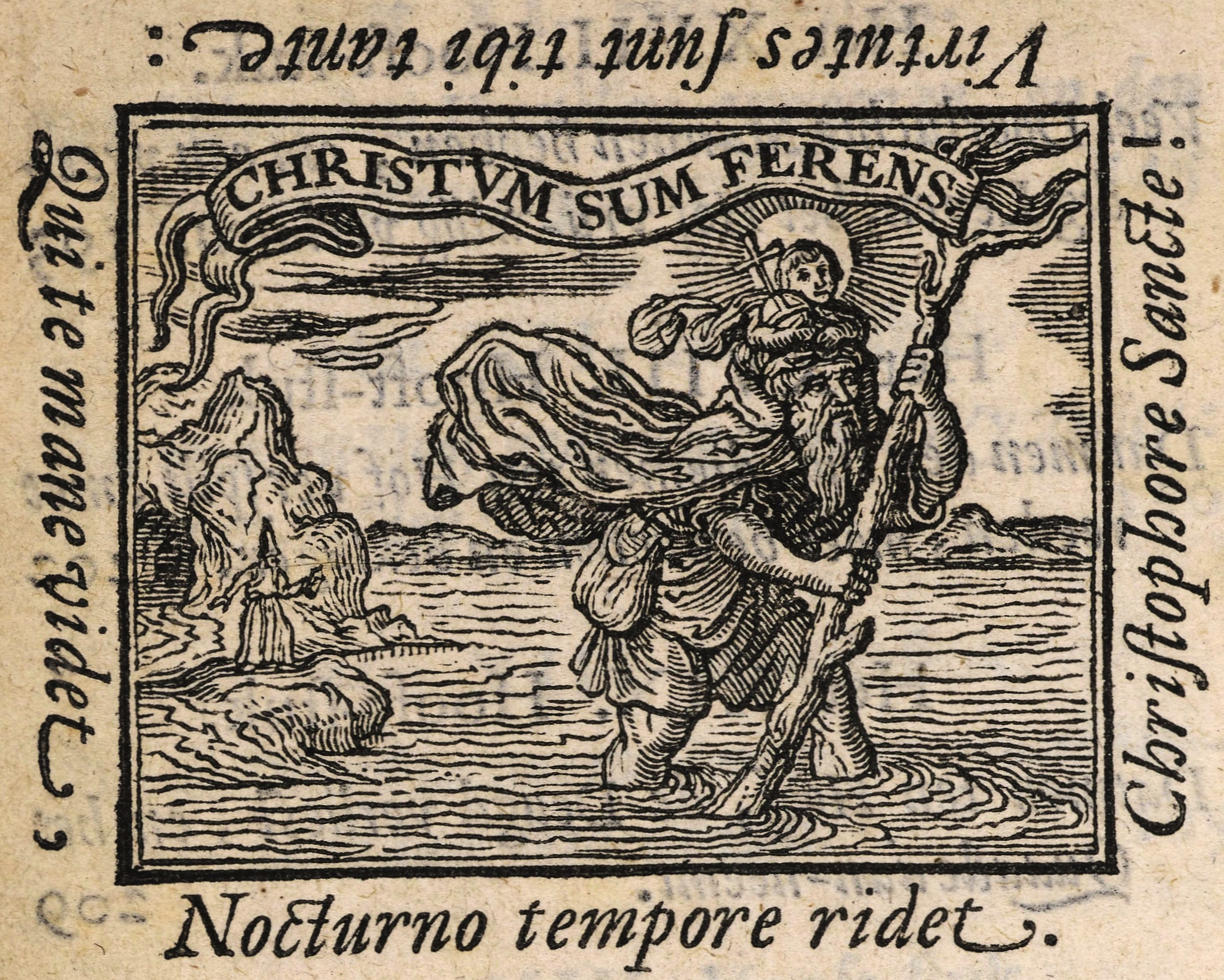
Drukkersmerk van Christoffel Cunradus met Sint Christoffel.

Christoffel Cunradus werd omstreeks 1615 geboren, waarschijnlijk in het Duitse plaatsje Freiberg (ten westen van Dresden). Hij vestigde zich later in Amsterdam aan de Egelantiersgracht, waar hij zijn hele leven zou blijven wonen en werken. Op 25 november 1645 ging hij in ondertrouw met Annetje Andries van Aelborg, weduwe van Joost Willemsz.
Zoals veel drukkers begon hij als letterzetter en kreeg hij later zijn eigen drukkerij. Zijn bedrijf groeide, wat duidelijk wordt uit de verschillende drukkersknechten die hij in dienst nam.  Uiteindelijk trad hij op 21 april 1665 toe tot het boekverkopersgilde, nadat hij negen dagen eerder was ingeschreven in het poorterboek.
Zijn eerste huwelijk bleef kinderloos. Het is niet bekend wanneer zijn vrouw overleed, maar op 25 november 1667 trouwde Cunradus, als weduwnaar van Annetje, met de 24-jarige IJtje Fockens. Zij kregen zes dochters en een zoon.
Cunradus werd op 13 juli 1684 begraven in de Nieuwezijds Kapel. Onder de naam van zijn weduwe verschenen nog enkele boeken, totdat zij op 29 maart 1690 de complete drukkerij inclusief alle bijzondere Griekse en Hebreeuwse lettertypen en houtgesneden ornamenten te koop aanbood.

## Werk

Kraanvogels in Plinius' Vĳf boecken handelende van de nature 1650

Cunradus werkte samen met een grote verscheidenheid aan uitgevers gedurende de eerste twintig jaar van zijn carrière. De oudste boeken die we van hem kennen werden door Joost Hartgersz gepubliceerd. Deze coöperatie, die van 1649 tot 1650 zou duren, bracht enkele bekende werken voort, waaronder de populaire natuurencyclopedie uit de oudheid van Plinius in de Nederlandse vertaling Vijf boecken. Handelende van de nature, het enerverende logboek Journael ofte gedenckwaerdige beschrijvinge van de Ost-Indische reyse van de schipper Willem IJsbrantsz. Bontekoe en Beschryvinge van de goudt-kust Guinea van de ontdekkingsreiziger Pieter de Marees, alle drie uit 1650.
Al gauw breidde zijn netwerk zich uit. Afgaand op de 173 titels van Cunradus in de Short Title Catalogue Netherlands heeft hij voor maar liefst 35 voornamelijk Amsterdamse uitgevers boeken gedrukt. Zij wisten hem te vinden vanwege de mooi verzorgde typografie en de hoge kwaliteit van het papier dat hij gebruikte. Na 1670 bracht hij meestal zelf de boeken van zijn pers op de markt en was hij kennelijk niet meer afhankelijk van anderen.

Hoewel uiteenlopende genres in zijn fonds zijn terug te vinden – naast reisverhalen, ook geschiedkundige werken en literatuur  - gaan de meeste boeken over theologische onderwerpen. Hij heeft een aantal werken van lutherse predikanten en verschillende malen de Augsburgse geloofsbelijdenis gedrukt. Was hij zelf wellicht lutheraan? 

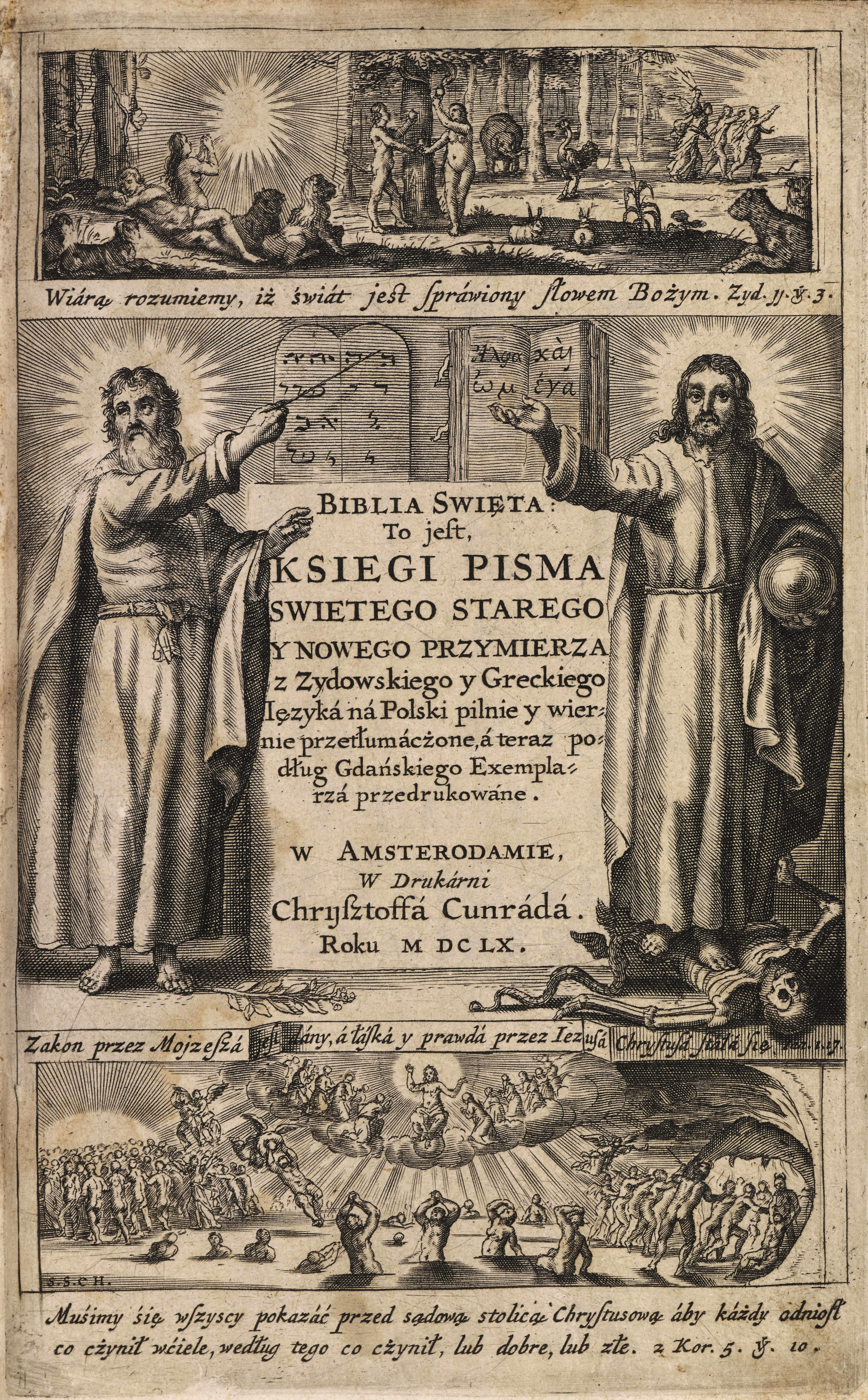
Gegraveerd titelblad van Biblia Swie̦ta in het Pools uit 1660

 Opvallend is zijn belangstelling voor geschriften van vrijdenkers uit andere landen, zoals de Engelse Quakers William Ames, William Caton, George Fox en Benjamin Furly, de chiliast Petrus Serrarius, de dissidenten van de Luthers orthodoxe kerk in Duitsland Jakob Böhme, Friedrich Breckling en Christian Hoburg en de Poolse schrijver Jeremias Felbinger. Van Hoburg drukte hij een complete Theologia mystica en van Felbinger Das Neue Testament, omstreden vanwege de vermeende sociniaanse annotaties.
Cunradus was een spil in een kleine gemeenschap van anderstalige geloofsvluchtelingen die hun toevlucht zochten in het relatief verdraagzame Amsterdam. Enkele van de genoemde schrijvers hadden daar hun thuis gevonden. De Tsjechische filosoof Jan Amos Comenius woonde zelfs bij hem in de straat. Samen met Comenius zorgde hij ervoor dat in 1660 een Poolse bijbel verscheen, die aan Poolse immigranten in Amsterdam werd uitgedeeld.
Een uitgever met wie hij veel samenwerkte was de uit Duitsland afkomstige Hendrick Beets, ofwel 'Henricus Betkius'. Behalve de winkel in zijn woonplaats Amsterdam, had Betkius een vestiging in Frankfurt am Main. De tien edities van de mysticus Jakob Böhme die Cunradus voor hem drukte, zullen waarschijnlijk in beide steden zijn verspreid. Het gedachtegoed van Böhme kende in Nederland vele aanhangers en bracht de beweging van het böhmisme voort.
Lange tijd werd Cunradus gehouden voor de drukker van de Tractatus theologico-politicus van Benedictus de Spinoza uit 1670. Achter de vermelding Henricus Künrath te Hamburg  op het titelblad zou zijn naam of die van de uitgever Jan Rieuwertsz schuilgaan. Onderzoek naar de gebruikte ornamenten wees echter uit dat Israël de Paull, schijnbaar onbeduidend met slechts een handjevol titels op zijn naam, zowel de Tractatus theologico-politicus als enkele andere werken van Spinoza heeft gedrukt in Amsterdam.

## Auteurs met wie Cunradus samenwerkte
Onder meer
- Theophilus Aletheus (Johannes Lyserus)
- William Ames
- Robert Barclay
- Joachim Betke
- Jakob Böhme
- Friedrich Breckling
- Willem IJsbrantsz. Bontekoe
- Edward Burrough
- William Caton
- Hendrik Cordes
- Colerus
- Stephen Crisp

- Johannes Amos Comenius
- Hieronymus Dürer
- Desiderius Erasmus
- Jeremias Felbinger
- George Fox
- Pieter Gilles
- Antonio de Guevarre
- Willem van Haecht
- Pieter Hendricksz
- Hippocrates van Kos
- Francis Howgill
- William Lithgow

- Maarten Luther
- William Penn
- Dirck Pietersz. Pers
- Plinius de Jongere
- A. Ross
- Petrus Serrarius (Pieter Serrurier)
- Benedictus de Spinoza, toch niet[14]
- Johannes Tatinghoff
- Michael Frederici Tatinghoff
- Johann Theodor von Tschesch[16]
- Joost van den Vondel
- Nicolaas Witsen
- Philipp von Zesen

## Uitgevers met wie Cunradus samenwerkte
- Ernestus Back
- Benedictus Bahnsen
- Willem van Beaumont
- Jacob Benjamin
- Jacobus van den Bergh
- Henricus Betkius
- Johannes Erasmus Blum
- Baltes Boekholt
- Jacques Boursse
- Friedrich Breckling
- Jacob Claus
- Hendrick (I) Doncker

- Jan van Duisberg
- Nicolaas Fransz
- Laurens de Geer
- Michiel de Groot
- M. Harmensz
- Joost Hartgersz
- Franciscus Junius
- Theunis Jacobsz Lootsman (wed.)
- Adriaen Micker
- Barent van der Plaet
- Johannes van Ravesteyn
- Jan Rieuwertsz

- Gabriel de Roy
- Henricus Schoof
- Joannes van Someren
- Lodewijck Spillebout
- Michiel en Paulus Strobach
- Adriaen Vlacq
- Franck Janssen Vos
- Zacharias Webber
- Abraham de Wees (II)
- Servaas Witteling
- Abraham Wolfgang